# Беспалов, Иван Михайлович (критик)
Иван Михайлович Беспалов (29 мая [11 июня] 1900, с. Смолино, Пермская губерния — 26 ноября 1937, Москва) — советский литературный критик, редактор ряда журналов.

## Биография
Родился в селе Смолино Екатеринбургского уезда Пермской губернии в крестьянской семье. Член РКП(б) с 1919. Участник Гражданской войны, подавления Кронштадтского мятежа. В 1925—1928 аспирант РАНИОН, ученик В. Ф. Переверзева. В 1926 слушал лекции в Институте красной профессуры, позднее был там преподавателем и зам. директора. Зам. ответственного редактора журнала «Печать и революция» (1929—1931), редактор журнала «Красная новь» (1930).
В 1929—1930 активный участник Литфронта и переверзевской школы. После их разгрома вынужден был раскаяться. В 1931—1933 корреспондент ТАСС в Швеции, в 1933 заведующий корпунктом ТАСС в Германии. Освещал Лейпцигский процесс, был арестован немецкими властями, освобождён после официального протеста правительства СССР.
Смог заручиться поддержкой Горького. С 1934 г. — главный редактор Гослитиздата.
16 июля 1937 г. исключён из ВКП(б), 26 июля арестован. Обвинён в шпионаже и участии в антисоветской троцкистской правой организации. 26 ноября приговорён и в тот же день расстрелян. Место захоронения — Донское кладбище. Реабилитирован в 1956 г.

## Интересный факт
Беспалов как редактор журнала «Красная новь» принял к печати повесть Платонова «Впрок», которая вызвала гнев Сталина. Сталин вызвал его в Кремль.

Открылась дверь, и, подталкиваемый Поскрёбышевым, в комнату вошёл бывший редактор. Не вошёл, вполз, он от страха на ногах не держался, с лица его лил пот. Сталин с удовольствием взглянул на него и спросил:

— Значит, это вы решили напечатать этот сволочной кулацкий рассказ?

Редактор не мог ничего ответить. Он начал не говорить, а лепетать, ничего нельзя было понять из этих бессвязных звуков. Сталин, обращаясь к Поскрёбышеву, который не вышел, а стоял у двери, сказал с презрением:

— Уведите этого… И вот такой руководит советской литературой.— В. Сутырин

## Сочинения
- Проблемы литературной науки. — М., 1930.
- Статьи о литературе. — М., 1959.